# 川井本町
川井本町（かわいほんちょう）は、神奈川県横浜市旭区の地名。「丁目」の設定のない単独町名である。住居表示未実施区域。

## 地理
旭区の北部に位置し、東に川井宿町、西と北に上川井町、南に下川井町と接している。

### 河川
- 帷子川

### 地価
住宅地の地価は、2024年（令和6年）7月1日の神奈川県地価調査によれば、川井本町11番25の地点で14万9000円/m²となっている。

## 歴史

### 沿革
- 1965年（昭和40年）2月1日 - 上川井町、下川井町、川井町の各一部から川井本町を新設し、横浜市保土ヶ谷区川井本町となる[6]。
- 1969年（昭和44年）10月1日 - 保土ヶ谷区を再編し、旭区を新設。横浜市旭区川井本町となる[7]。

## 世帯数と人口
2025年（令和7年）6月30日現在（横浜市発表）の世帯数と人口は以下の通りである。
| 町丁     | 世帯数    | 人口    |
| -------- | --------- | ------- |
| 川井本町 | 1,947世帯 | 3,974人 |

### 人口の変遷
国勢調査による人口の推移。
| 年                 | 人口  |
| ------------------ | ----- |
| 1995年（平成7年）  | 3,902 |
| 2000年（平成12年） | 4,281 |
| 2005年（平成17年） | 4,163 |
| 2010年（平成22年） | 4,132 |
| 2015年（平成27年） | 4,189 |
| 2020年（令和2年）  | 4,029 |

### 世帯数の変遷
国勢調査による世帯数の推移。
| 年                 | 世帯数 |
| ------------------ | ------ |
| 1995年（平成7年）  | 1,175  |
| 2000年（平成12年） | 1,377  |
| 2005年（平成17年） | 1,454  |
| 2010年（平成22年） | 1,503  |
| 2015年（平成27年） | 1,576  |
| 2020年（令和2年）  | 1,602  |

## 学区
市立小・中学校に通う場合、学区は以下の通りとなる（2024年11月時点）。
| 番・番地等 | 小学校             | 中学校             |
| ---------- | ------------------ | ------------------ |
| 全域       | 横浜市立川井小学校 | 横浜市立都岡中学校 |

## 事業所
2021年（令和3年）現在の経済センサス調査による事業所数と従業員数は以下の通りである。
| 町丁     | 事業所数  | 従業員数 |
| -------- | --------- | -------- |
| 川井本町 | 107事業所 | 1,427人  |

### 事業者数の変遷
経済センサスによる事業所数の推移。
| 年                 | 事業者数 |
| ------------------ | -------- |
| 2016年（平成28年） | 115      |
| 2021年（令和3年）  | 107      |

### 従業員数の変遷
経済センサスによる従業員数の推移。
| 年                 | 従業員数 |
| ------------------ | -------- |
| 2016年（平成28年） | 1,585    |
| 2021年（令和3年）  | 1,427    |

## 交通

### 道路
- 国道16号

## 施設
- 福泉寺

## その他

### 日本郵便
- 郵便番号 : 241-0803[3]（集配局：横浜旭郵便局[17]）

### 警察
町内の警察の管轄区域は以下の通りである。
| 番・番地等 | 警察署   | 交番・駐在所 |
| ---------- | -------- | ------------ |
| 全域       | 旭警察署 | 上川井交番   |

## 参考資料
- “横浜市町区域要覧” (PDF).   横浜市市民局 (2016年6月). 2023年6月6日閲覧。 “横浜市町区域要覧”